# Ніколя Ренаван
Ніколя Ренаван (фр. Nicolas Renavand; нар. 25 червня 1982) — колишній французький тенісист.
Найвищу одиночну позицію світового рейтингу — 225 місце досяг 15 квітня 2013, парну — 118 місце — 14 жовтня 2013 року.

## Фінали челленджерів
| Легенда                  |
| Тур ATP Челленджер (3–4) |

### Парний розряд: 7 (3–4)
| Результат | Ранг | Дата            | Турнір                       | Покриття   | Партнер            | Суперники                           | Рахунок           |
| Поразка   | 1.   | 27 лютого 2005  | Шербур, Франція              | Тверде (i) | Жан-Крістоф Форель | Санчай Ратіватана Сончат Ратіватана | 3–6, 2–6          |
| Поразка   | 2.   | 21 травня 2006  | Загреб, Хорватія             | Ґрунт      | Жюльєн Жанп'єр     | Їв Аллегро Міхал Мертиняк           | 1–6, 2–6          |
| Перемога  | 3.   | 26 серпня 2006  | Бухара, Узбекистан           | Тверде     | Ніколя Турт        | Роган Бопанна Айсам-уль-Хак Куреші  | 2–6, 6–3, [10–8]  |
| Поразка   | 4.   | 2 серпня 2008   | Ґрац, Австрія                | Ґрунт      | Жюльєн Жанп'єр     | Геральд Мельцер Юрген Мельцер       | 6–1, 86–7, [4–10] |
| Перемога  | 5.   | 24 жовтня 2010  | Орлеан, Франція              | Тверде (i) | П'єр-Юг Ербер      | Себастьян Грожан Ніколя Маю         | 7–63, 1–6, [10–6] |
| Поразка   | 6.   | 11 вересня 2011 | Сен-Ремі-де-Прованс, Франція | Тверде     | Арно Клеман        | П'єр-Юг Ербер Едуар Роже-Васслен    | 0–6, 6–4, [7–10]  |
| Перемога  | 7.   | 23 жовтня 2011  | Орлеан, Франція              | Тверде (i) | П'єр-Юг Ербер      | Давід Шкох Сімоне Ваньйоцці         | 7–5, 6–3          |